# Goswin de Fierlant
Goswin Anne Marie Félix, chevalier de Fierlant, baptisé à Turnhout le 20 novembre 1735, décédé à Bruxelles d'une attaque d’apoplexie le 19 février 1804.

## Biographie
Conseiller du Conseil privé à Bruxelles, puis président du Grand conseil de Malines par lettres patentes du 26 décembre 1773 (ses armes étaient accompagnées de deux bannières Fierlant et van Eyck et surtout  des deux masses d'état en sautoir (symbole du prestigieux poste qu'il occupait) et surmontées d'une couronne de chevalier et d'un heaume d'or (en général uniquement accordé aux chevaliers de l'ordre de la Toison d'or), et enfin conseiller au Conseil d'État.
Il fut admis en 1754 au lignage bruxellois de Roodenbeke. Il reçut la croix de l’ordre royal de Saint-Étienne (1789).
Fils aîné de Guillaume Antoine Nicolas de Fierlant (1696-1773) et d’Anne Caroline (ou Charlotte) van den Broeck (+1768). Il était le beau-fils du chef-président du Conseil privé, le comte de Neny, ayant épousé sa fille Marie-Thérèse de Neny à Bruxelles le 28 août 1771 (dont il était cousin).
Il écrivit entre-autres en 1771 Observations sur la torture et en 1778, il présenta au Gouvernement des Pays-Bas autrichiens son Mémoire sur la torture.